# 拉翁语
拉翁语（Raʼong）是一种分布在柬埔寨东北部的巴拿语支语言。它可能是斯丁语的一种方言(Barr & Pawley 2013)。
拉翁语分布在柬埔寨蒙多基里省高西玛县Srae Khtum社Ou Am村。